# Rickelsbüller Koog
Il Rickelsbüller Koog è una riserva naturale tedesca, creata nel 1981. Risulta essere il Koog più settentrionale della costa nord-occidentale dello Schleswig-Holstein e confina a nord con il parco danese Margrethe Kog. Il suo punto nord-occidentale, che si trova sulla diga di confine a Rodenäs-Markhäuser, costituisce il punto più settentrionale della terraferma tedesca.

## Fauna
L'area umida della riserva naturale ne fa un ecosistema idoneo a ospitare diversi tipi di uccelli, tra cui la limosa limosa, la pettegola, il gabbiano reale nordico, l'oca facciabianca, l'avocetta comune e il combattente.